# Marek Garmulewicz
Marek Garmulewicz (ur. 22 stycznia 1968 w Mozgawie) – polski zapaśnik walczący w stylu wolnym. Olimpijczyk, trzykrotny mistrz Europy, wicemistrz świata. Obecnie prezes klubu ZKS Slavia Ruda Śląska.
Od 12 lipca 2007 trener polskiej kadry olimpijskiej w zapasach w stylu wolnym.

## Sukcesy

### Mistrzostwa Polski
Wielokrotny mistrz Polski

### Mistrzostwa Europy
- 1994 - 1. miejsce
- 1996 - 1. miejsce
- 1997 - 2. miejsce
- 1998 - 2. miejsce
- 2000 - 1. miejsce

### Mistrzostwa świata
- 1998 - 2. miejsce
- 1999 - 3. miejsce

### Igrzyska olimpijskie
- Barcelona 1992 - 7. miejsce
- Atlanta 1996 - 5. miejsce
- Sydney 2000 - 4. miejsce
- Ateny 2004 - 11. miejsce (kontuzja)